# ジョージ・ナップトン
ジョージ・ナップトン（George Knapton、1697年9月21日（洗礼日）- 1778年12月28日（葬礼日））はイギリスの肖像画家である。1740年頃からディレッタンティ協会の公式肖像画家になり、1765年から1778年の間、イギリス王室の美術品の管理を行う学芸員を務めた。

## 略歴
ハンプシャーのLymingtonの生まれともされるが、ドーセットのクライストチャーチで洗礼を受けた
。父親は地方貴族 (Esquire of Brockenhurst)であった。ロンドンの肖像画家、ジョナサン・リチャードソンから絵を学び、セント・マーティンズ・レーン・アカデミー(St Martin's Lane Academy)でも学んだ。イタリアへグランド・ツアーで訪れ、数年間滞在し、ローマでイタリアの巨匠の作品を模写し、当時開始された古代ローマ時代の町、ヘルクラネウムの遺跡発掘の現場を訪問した記録は1740年の王立協会の紀要に掲載された。
古代ギリシアやローマ美術の研究を支援する「ディレッタンティ協会」の最初の公式肖像画家になり、ドーセット公爵やゴールウェイ子爵、フランシス・ダッシュウッド卿といった教会のメンバーの肖像画を描いた。この仕事は1763年まで続けた。
1750年に当時皇太子（プリンス・オブ・ウェールズ）であったフレデリック・ルイスに依頼されて、版画家のジョージ・ヴァーチュー(George Vertue)と王室の宮殿の美術品をもとに版画集を制作し、1865年にスティーブン・スローター(Stephen Slaughter:1697-1765)の後任として、王室の絵画を管理する役職(Surveyor and Keeper of the King's Pictures)についた。
ナップトンの絵画の代表作には、現在、ロイヤル・コレクションに収蔵されているプリンス・オブ・ウェールズの一家のの集団肖像画(1751)などがある。
叔父のジョン・ナップトンの一家はロンドンで出版社を設立し、その息子たちをナップトンは支援し、この出版社は成功した。

## 作品

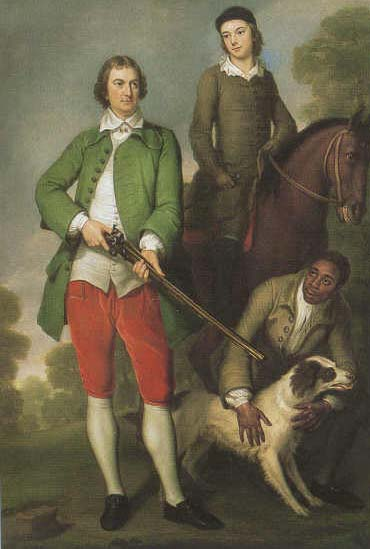
ジョン・スペンサー (初代スペンサー伯爵)と息子(c.1744)、Althorp蔵
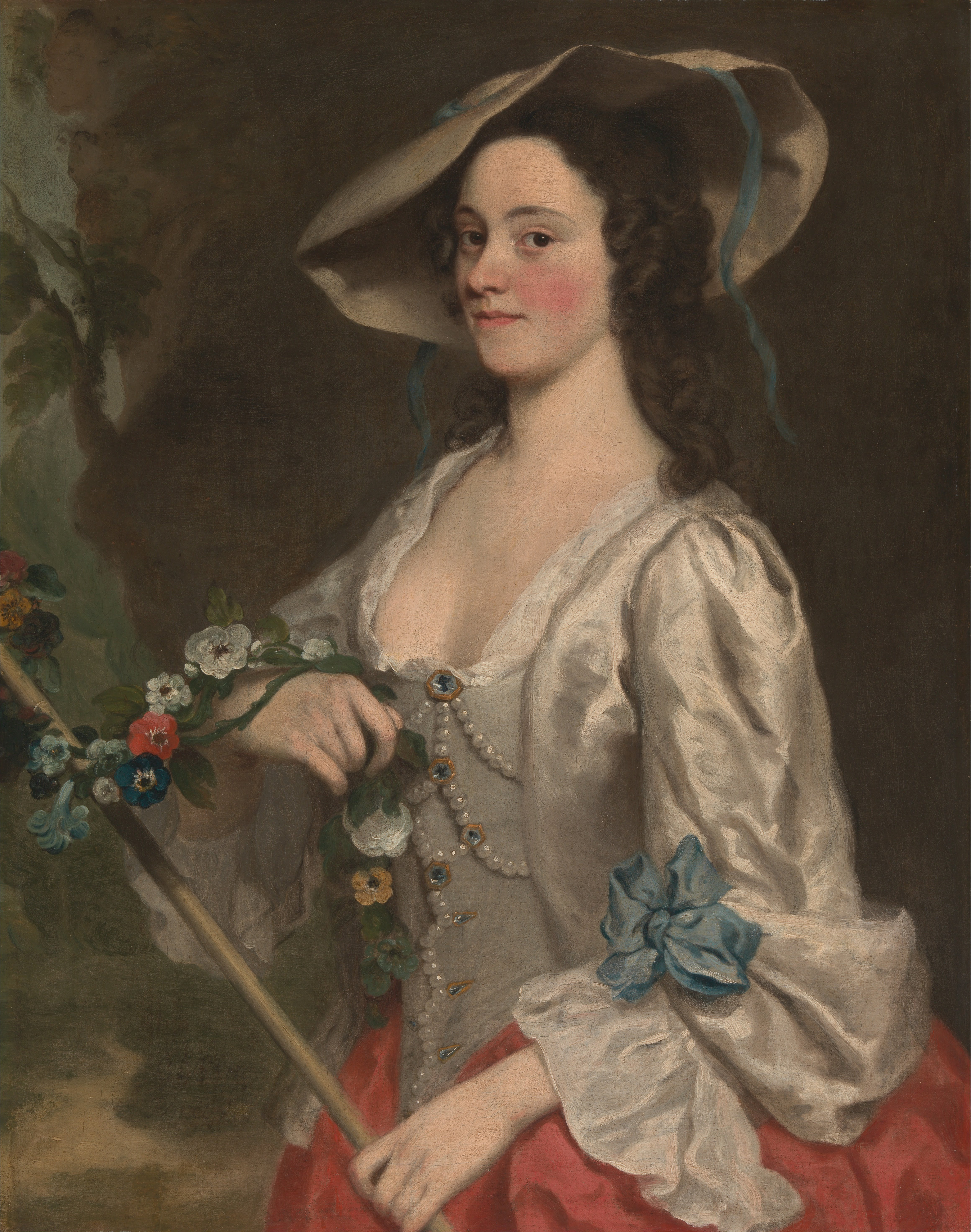
婦人像(1735/1745)、Yale Center for British Art蔵
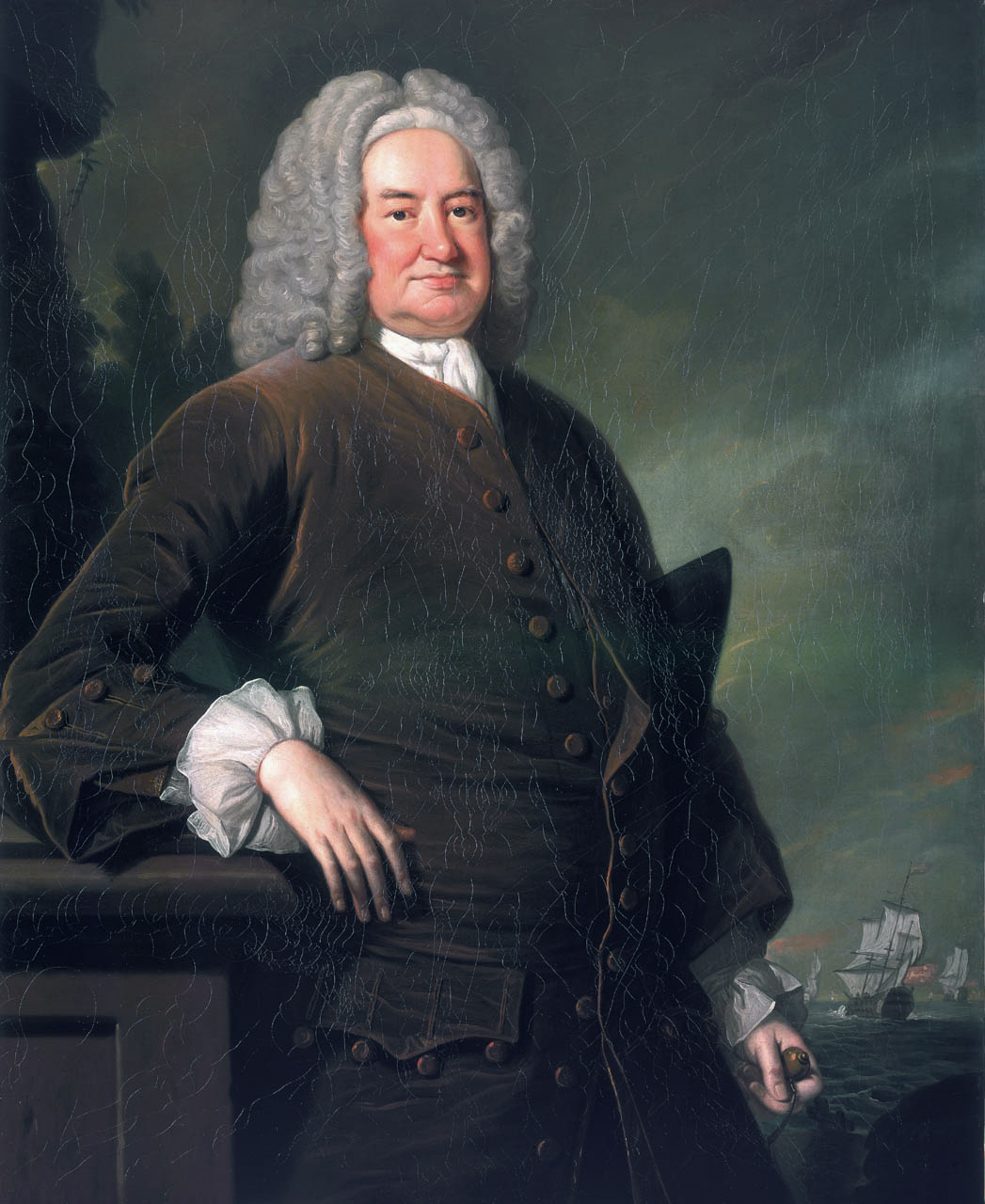
ジョン・ノリス卿　海軍軍人(c.1735)
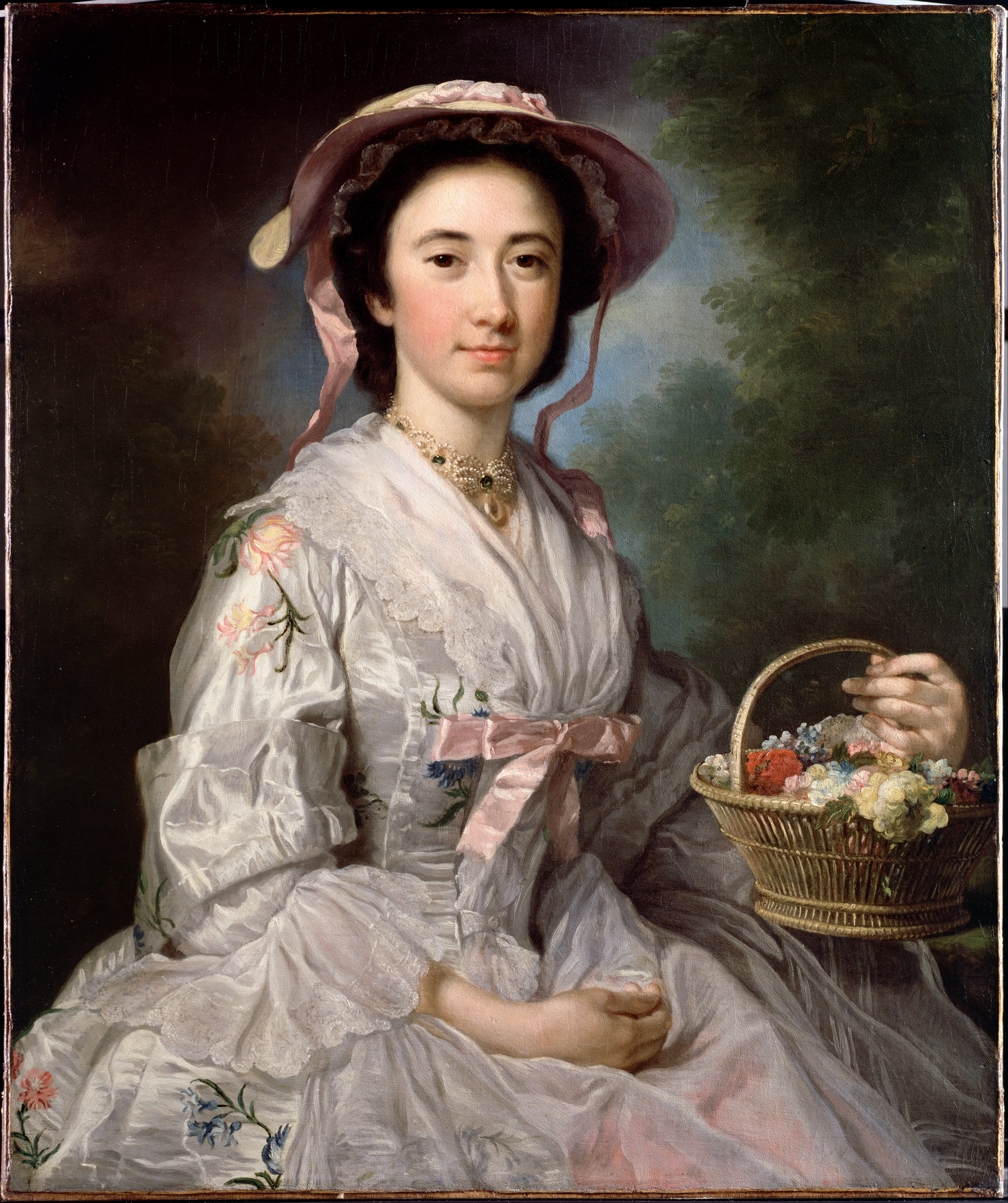
Lucy Ebberton (c.1735)、ダリッジ・ピクチャー・ギャラリー蔵

## 関連文献
- Redford, Bruce. Dilettanti: the antic and the antique in eighteenth-century England (Los Angeles: J. Paul Getty Museum, 2008).